# Phoenix Wright: Ace Attorney - Dual Destinies
Phoenix Wright: Ace Attorney - Dual Destinies (逆転裁判5?, Gyakuten Saiban 5) è il settimo videogioco della serie Ace Attorney creata dalla Capcom. Disponibile per Nintendo 3DS, è stato pubblicato in Giappone il 25 luglio 2013. Nonostante la mancata distribuzione di Gyakuten Kenji 2 al di fuori del Giappone, un portavoce della Capcom ha annunciato la pubblicazione del titolo in America e in Europa, solamente in lingua inglese.  La distribuzione digitale di Dual Destinies tramite Nintendo eShop è stata avviata il 24 ottobre 2013. Nell'agosto 2014 il titolo è stato pubblicato per iOS e nel maggio 2017 ne è stata realizzata una conversione per Android.
Il videogioco è ambientato un anno dopo gli eventi di Apollo Justice: Ace Attorney. Durante lo svolgimento del gioco è possibile controllare Phoenix Wright, Athena Cykes e Apollo Justice.

## Trama
Il gioco è ambientato nel 2027, ad un anno di distanza dagli eventi del titolo precedente. Il videogioco si articola in cinque casi di omicidio. Un sesto capitolo è inoltre disponibile come contenuto scaricabile.
Turnabout Countdown (逆転のカウントダウン?, Gyakuten no Kauntodaun)
Nel primo episodio, che funge da tutorial, Phoenix Wright difende Juniper Woods, amica d'infanzia di Athena Cykes, accusata dell'esplosione che ha ucciso la detective Candice Arme. Il procuratore del caso è Gaspen Payne.
The Monstrous Turnabout (逆転の百鬼夜行?, Gyakuten no Hyakkiyakō)
In questo episodio Apollo e Athena devono difendere il sindaco di Tenma Town, Damian Tenma, accusato di aver ucciso il primo cittadino di Nine-Tails Vale, Rex Kyubi. I due avvocati incontrano per la prima volta il detective Bobby Fulbright e il procuratore Simon Blackquill.
Turnabout Academy (逆転学園?, Gyakuten gakuen)
Mentre Phoenix, Apollo e Athena sono in visita presso la Themis Legal Academy, viene trovato il corpo della professoressa Constance Courte. Dell'omicidio viene imputata Juniper Woods che aveva organizzando insieme alla vittima un finto processo con modalità apparentemente analoghe. Con l'aiuto del procuratore Klavier Gavin, gli avvocati di Juniper si mettono alla ricerca di indizi per identificare l'assassino della Courte.
The Cosmic Turnabout (星になった逆転?, Hoshi ni Natta Gyakuten)
Durante il lancio del razzo HAT-2, l'astronauta Clay Terran viene trovato accoltellato nel Cosmos Space Center. Apollo Justice, amico di infanzia di Clay, assume la difesa di Solomon Starbuck, collega della vittima. Mentre si sta svolgendo il processo tuttavia esplode una bomba che ferisce gravemente Apollo, lasciando a Phoenix e Athena il compito di scagionare Starbuck.
Turnabout for Tomorrow (未来への逆転?, Mirai he no Gyakuten)
Al termine del processo precedente, grazie ad una prova decisiva presentata dal detective Fulbright, Athena Cykes viene accusata dell'omicidio di Clay Terran. Phoenix assume la difesa della sua collaboratrice, ma la sorella di Simon, Aura Blackquill, prende in ostaggio Trucy Wright con la richiesta di effettuare nuovamente il processo che ha portato all'incarcerazione del procuratore. Phoenix affronterà nuovamente Miles Edgeworth in tribunale per ottenere un verdetto d'innocenza per Athena e scoprire l'omicida di Metis Cykes, madre dell'avvocato e mentore di Aura.
Turnabout Reclaimed (逆転の帰還?, Gyakuten no Kikan)
Una volta rientrato in possesso del suo distintivo di avvocato, Phoenix Wright affronta un caso affidatogli da Sasha Buckler: dovrà difendere l'orca Orla dall'accusa di aver provocato la morte di Jack Shipley, proprietario dello Shipshape Aquarium, un acquario a tema piratesco.

## Modalità di gioco
Il gameplay del gioco non si discosta dai precedenti titoli della serie. Nella modalità investigazione è possibile esplorare in maniera tridimensionale le scene del crimine. Oltre al ritorno dei lucchetti psichici (introdotti in Justice for All) individuabili da Phoenix Wright e al bracciale di Apollo Justice (questa volta utilizzato principalmente nelle fasi investigative), nel corso dei processi sarà possibile utilizzare la Mood Matrix con Athena per esaminare le testimonianze alla ricerca di emozioni contraddittorie. Nei momenti salienti del processo, la difesa potrà rivedere e collegare i fatti emersi utilizzando la Revisualization, una funzionalità simile a Logic presente in Ace Attorney Investigation.
Durante il gioco è possibile consultare gli appunti e una breve descrizione del caso, accessibili dal registro processuale, e visualizzare i precedenti dialoghi.
Il videogioco presenta alcune sequenze animate simili a quelle visibili in Il Professor Layton vs. Phoenix Wright: Ace Attorney.

## Accoglienza
Famitsū ha dato un voto di 37/40 al gioco per i punteggi dei recensori di 10, 9, 10 e 8.
Il gioco ha venduto 250 000 copie in Giappone nella sua prima settimana.

## Riferimenti culturali
Nel videogioco sono presenti numerosi riferimenti ad altri videogiochi, in particolare alla serie Metal Gear. Sono inoltre menzionati personaggi presenti nei titoli precedenti come Maya Fey, Hickfield e Guy Eldoon.